# Хант, Марша (актриса, 1946)
Марша Хант (англ. Marsha Hunt; род. 15 апреля 1946, Филадельфия, Пенсильвания) — американская актриса, писательница, певица и бывшая модель, живущая преимущественно в Британии и Ирландии. Получила известность, сыграв роль Дионн в лондонской постановке мюзикла «Волосы». Состояла в близких отношениях с Марком Боланом и Миком Джаггером, от которого родила своего единственного ребёнка — Карис.
По словам самой Марши Хант, песня Rolling Stones «Brown Sugar» была навеяна их романом с Миком Джаггером.
Марша Хант написала три романа, а также три тома автобиографии, где откровенно рассказала о жизни женщины, больной раком молочной железы.